# Alrawia
Alrawia is een geslacht uit de aspergefamilie. De soorten komen voor in het noordoosten van Irak en Iran.

## Soorten
- Alrawia bellii
- Alrawia nutans